# Championnats du monde d'athlétisme en salle 1997
Navigation
- 1985
- 1987
- 1989
- 1991
- 1993
- 1995
- 1997
- 1999
- 2001
- 2003
- 2004
- 2006
- 2008
- 2010
- 2012
- 2014
- 2016
- 2018
- 2022
- 2024
- 2025

Les 6es Championnats du monde d'athlétisme en salle se sont tenus du 7 au 9 mars 1997 au Palais omnisports de Paris-Bercy de Paris, en France. 712 athlètes issus de 118 nations ont pris part aux 28 épreuves du programme, dont le saut à la perche féminin disputé pour la première fois en Championnats du monde en salle.

## Faits marquants
Le Danois Wilson Kipketer établit un nouveau record du monde du 800 m en salle avec le temps de 1 min 42 s 67. Autres records du monde battus, celui du saut à la perche féminin par Stacy Dragila avec 4,40 m, et celui du relais 4 × 400 m féminin par l'équipe de Russie en 3 min 26 s 84.

## Résultats

### Hommes
| Épreuves         | Or                                                                     | Argent                                                                                               | Bronze                                                                           |
| 60 m             | Harálabos Papadiás 6 s 50 (RN)                                         | Michael Green 6 s 51                                                                                 | Davidson Ezinwa 6 s 52                                                           |
| 200 m            | Kevin Little 20 s 40 (RC)                                              | Iván García 20 s 46                                                                                  | Francis Obikwelu 21 s 10                                                         |
| 400 m            | Sunday Bada 45 s 51                                                    | Jamie Baulch 45 s 62                                                                                 | Shunji Karube 45 s 76                                                            |
| 800 m            | Wilson Kipketer 1 min 42 s 67 (RM)                                     | Mahjoub Haïda 1 min 45 s 76 (RN)                                                                     | Rich Kenah 1 min 46 s 16                                                         |
| 1 500 m          | Hicham El Guerrouj 3 min 35 s 31 (RC)                                  | Rüdiger Stenzel 3 min 37 s 24                                                                        | William Tanui 3 min 37 s 48                                                      |
| 3 000 m          | Haile Gebrselassie 7 min 34 s 71 (RC)                                  | Paul Bitok 7 min 38 s 84                                                                             | Ismaïl Sghyr 7 min 40 s 01                                                       |
| 60 m haies       | Anier García 7 s 48 (RN)                                               | Colin Jackson 7 s 49                                                                                 | Tony Dees 7 s 50                                                                 |
| Relais 4 × 400 m | États-Unis Jason Rouser Mark Everett Sean Maye Deon Minor 3 min 4 s 93 | Jamaïque Linval Laird Michael McDonald Dinsdale Morgan Gregory Haughton Garth Robinson* 3 min 8 s 11 | France Pierre Marie Hilaire Rodrigue Nordin Loïc Lerouge Fred Mango 3 min 9 s 68 |
| Saut en hauteur  | Charles Austin 2,35 m                                                  | Lambros Papakostas 2,32 m                                                                            | Dragutin Topic 2,32 m                                                            |
| Saut à la perche | Igor Potapovich 5,90 m                                                 | Lawrence Johnson 5,85 m                                                                              | Maksim Tarasov 5,80 m                                                            |
| Saut en longueur | Iván Pedroso 8,51 m (RC)                                               | Kirill Sosunov 8,41 m                                                                                | Joe Greene 8,41 m                                                                |
| Triple saut      | Yoel García 17,30 m                                                    | Aliecer Urrutia 17,27 m                                                                              | Aleksandr Aseledchenko 17,22 m                                                   |
| Lancer du poids  | Yuriy Bilonog 21,02 m                                                  | Aleksandr Bagach 20,94 m                                                                             | John Godina 20,87 m                                                              |
| Heptathlon       | Robert Zmelik 6 228 pts                                                | Erki Nool 6 213 pts                                                                                  | Jon Magnússon 6 145 pts (RN)                                                     |

### Femmes
| Épreuves         | Or | Argent                                                                                                  | Bronze                                                                                   |
| 60 m             | Gail Devers 7 s 06 | Chandra Sturrup 7 s 15                                                                                  | Frédérique Bangué 7 s 17                                                                 |
| 200 m            | Ekateríni Kóffa 22 s 76 (RN) | Juliet Cuthbert 22 s 77                                                                                 | Svetlana Goncharenko 22 s 85                                                             |
| 400 m            | Jearl Miles 50 s 96 | Sandie Richards 51 s 17                                                                                 | Helena Fuchsová 52 s 04                                                                  |
| 800 m            | Maria Mutola 1 min 58 s 96 | Natalya Dukhnova 1 min 59 s 31 (RN)                                                                     | Joetta Clark 1 min 59 s 82                                                               |
| 1 500 m          | Yekaterina Podkopayeva 4 min 5 s 19 | Patricia Djaté-Taillard 4 min 6 s 16 (RN)                                                               | Lidia Chojecka 4 min 6 s 25 (RN)                                                         |
| 3 000 m          | Gabriela Szabo 8 min 45 s 75 | Sonia O'Sullivan 8 min 46 s 19 (RN)                                                                     | Fernanda Ribeiro 8 min 49 s 79                                                           |
| 60 m haies       | Michelle Freeman 7 s 82 (RC) | Gillian Russell 7 s 84                                                                                  | Cheryl Dickey 7 s 84                                                                     |
| 60 m haies       | Michelle Freeman 7 s 82 (RC) | Gillian Russell 7 s 84                                                                                  | Patricia Girard 7 s 84                                                                   |
| Relais 4 × 400 m | Russie Tatyana Chebykina Svetlana Goncharenko Olga Kotlyarova Tatyana Alekseyeva Natalya Sharova* Yekaterina Bakhvalova* 3 min 26 s 84 (RM) | États-Unis Shanelle Porter Natasha Kaiser-Brown Anita Howard Jearl Miles Carlette Guidry* 3 min 27 s 66 | Allemagne Anja Rucker Anke Feller Heike Meissner Grit Breuer Anja Knippel* 3 min 28 s 39 |
| Saut en hauteur  | Stefka Kostadinova 2,02 m | Inga Babakova 2,00 m (RN)                                                                               | Hanne Haugland 2.00 m (RN)                                                               |
| Saut à la perche | Stacy Dragila 4,40 m (RM) | Emma George 4,35 m                                                                                      | Weiyan Cai 4,35 m                                                                        |
| Saut en longueur | Fiona May 6,86 m (RN) | Chioma Ajunwa 6,80 m                                                                                    | Agata Karczmarek 6,71 m                                                                  |
| Triple saut      | Inna Lasovskaya 15,01 m | Ashia Hansen 14,70 m (RN)                                                                               | Šárka Kašpárková 14,66 m (RN)                                                            |
| Lancer du poids  | Vita Pavlysh 20,00 m | Astrid Kumbernuss 19,92 m                                                                               | Irina Korzhanenko 19,49 m                                                                |
| Pentathlon       | Sabine Braun 4 780 pts | Mona Steigauf 4 681 pts                                                                                 | Kym Carter 4 627 pts                                                                     |

## Tableau des médailles
| Rang | Nation      | Or | Argent | Bronze | Total |
| ---- | ----------- | -- | ------ | ------ | ----- |
| 1    | États-Unis  | 6  | 2      | 7      | 15    |
| 2    | Cuba        | 3  | 2      | 0      | 5     |
| 3    | Russie      | 3  | 1      | 4      | 8     |
| 4    | Ukraine     | 2  | 2      | 0      | 4     |
| 5    | Grèce       | 2  | 1      | 0      | 3     |
| 6    | Jamaïque    | 1  | 5      | 0      | 6     |
| 7    | Allemagne   | 1  | 3      | 1      | 5     |
| 8    | Nigeria     | 1  | 1      | 2      | 4     |
| 9    | Maroc       | 1  | 1      | 1      | 3     |
| 10   | Tchéquie    | 1  | 0      | 2      | 3     |
| 11   | Bulgarie    | 1  | 0      | 0      | 1     |
| 11   | Danemark    | 1  | 0      | 0      | 1     |
| 11   | Éthiopie    | 1  | 0      | 0      | 1     |
| 11   | Italie      | 1  | 0      | 0      | 1     |
| 11   | Mozambique  | 1  | 0      | 0      | 1     |
| 11   | Kazakhstan  | 1  | 0      | 0      | 1     |
| 11   | Roumanie    | 1  | 0      | 0      | 1     |
| 18   | Royaume-Uni | 0  | 3      | 0      | 3     |
| 19   | France      | 0  | 1      | 3      | 4     |
| 20   | Kenya       | 0  | 1      | 1      | 2     |
| 21   | Australie   | 0  | 1      | 0      | 1     |
| 21   | Bahamas     | 0  | 1      | 0      | 1     |
| 21   | Biélorussie | 0  | 1      | 0      | 1     |
| 21   | Estonie     | 0  | 1      | 0      | 1     |
| 21   | Irlande     | 0  | 1      | 0      | 1     |
| 26   | Pologne     | 0  | 0      | 2      | 2     |
| 27   | Islande     | 0  | 0      | 1      | 1     |
| 27   | Japon       | 0  | 0      | 1      | 1     |
| 27   | Norvège     | 0  | 0      | 1      | 1     |
| 27   | Portugal    | 0  | 0      | 1      | 1     |
| 27   | Chine       | 0  | 0      | 1      | 1     |
| 27   | Yougoslavie | 0  | 0      | 1      | 1     |